# L'altra faccia di mezzanotte
L'altra faccia di mezzanotte (The Other Side of Midnight) è un film del 1977 diretto da Charles Jarrott.

## Trama
Noelle Page si trasferisce da Marsiglia a Parigi. Derubata, viene consolata dal pilota americano Larry Douglas, che, ingannatola, la lascia incinta e l'abbandona. Noelle abortisce, quindi intraprende la carriera di attrice e arriva al successo concedendo i suoi favori sessuali a registi e produttori.
Sposato l'armatore greco Constantin Demeris e divenuta perciò molto ricca, ha quindi modo di vendicarsi di Larry, che rintraccia e fa licenziare. Larry e la moglie Cathy si trasferiscono in Grecia, dove però riprende vita la passione con Noelle. I due organizzano l'omicidio di Cathy, che però fallisce.
Demeris, per vendicarsi del tradimento della moglie, d'accordo con Cathy, incastra i due che, convinti a confessare un omicidio che non hanno commesso, vengono fucilati.

## Produzione
Nel 1977 la 20th Century Fox, puntava su questo film per il successo a scapito di Guerre Stellari che invece divenne un enorme successo battendo ogni record di incasso.

## Critica
(FilmTv.it)